# ای‌اس‌او ۲۶۹–۵۷
ای‌اس‌او ۲۶۹-۵۷ یک کهکشان‌ است.